# アイスランド語版ウィキペディア
アイスランド語版ウィキペディア（アイスランドごばんウィキペディア、アイスランド語名：Wikipedia á íslensku）はアイスランド語で編集されているウィキペディアである。アイスランド語版は、2003年12月5日に創始された。2018年2月現在で4万4000以上の記事を擁し、各言語のウィキペディア中で89番目に大きい。
アイスランド語版ウィキペディアはスタブを新たに作ることよりも既存の記事を発展させることに重点を置いている。その結果として多くの記事において、重要な関連項目が作られないままとなっている。2007年9月以来、アイスランド語版はWikipedia:すべての言語版にあるべき項目の一覧にある記事の創設を完遂しない状態が続いている。アイスランド語版ウィキペディアが最も強い分野は、哲学である。
2018年2月現在、登録利用者は59,894名、管理者は24名いる。